# Krigsåret 1735

## Pågående krig
- Korsikanska upproret (1733-1743)[1]

- Polska tronföljdskriget (1733-1738)[2]
  - Polen (under Stanisław Leszczyński), Frankrike, Spanien, Savojen på ena sidan
  - Polen (under August III), Ryssland, Sachsen och Österrike på andra sidan

- Rysk-turkiska kriget (1735-1739)[3]
  - Ryssland på ena sidan
  - Osmanska riket på andra sidan